# كينيث غانت
كينيث غانت (بالإنجليزية: Kenneth Gant)‏ هو لاعب كرة قدم أمريكية أمريكي، ولد في 18 أبريل 1967 في بارتو في الولايات المتحدة.

## وصلات خارجية
- كينيث غانت على موقع مرجع كرة القدم المحترفة.كوم (الإنجليزية)